# Beta Reticuli
Beta Reticuli (β Reticuli) é uma estrela binária na constelação de Reticulum. A estrela primária concentra quase todo o brilho do sistema, sendo visível a olho nu com uma magnitude aparente visual de 3,85. Com base nos dados astrométricos da sonda Hipparcos, corrigidos da órbita das estrelas, este é um sistema relativamente próximo localizado a uma distância de 101 anos-luz (31 parsecs) da Terra.
A estrela primária do sistema, β Reticuli Aa, é uma gigante vermelha de classe K com um tipo espectral de K2III, indicando que é uma estrela evoluída que abandonou a sequência principal após consumir todo o hidrogênio em seu núcleo. Possui um raio de 9,3 vezes o raio solar e está irradiando energia de sua atmosfera externa com 34 vezes a luminosidade solar a uma temperatura efetiva de 4 500 K. Modelos de evolução estelar indicam que a estrela tem uma massa de aproximadamente 1,2 vezes a massa solar e uma idade próxima de 5 a 6 bilhões de anos. Suas propriedades são consistentes com uma estrela do red clump que está fundindo hélio em seu núcleo, embora sua luminosidade pareça ser baixa demais para uma estrela dessa população, tornando seu estado evolutivo exato incerto. Observações fotométricas de β Reticuli pela sonda TESS detectaram microvariações em seu brilho causadas por oscilações asterossismológicas.
A estrela secundária, β Reticuli Ab, é uma anã vermelha separada da primária por aproximadamente 0,10 segundos de arco. Inicialmente descoberta como uma companheira espectroscópica no começo do século XX, ela foi mais tarde detectada astrometricamente pelas medições da sonda Hipparcos e visualmente com observações interferométricas precisas pelo telescópio SOAR. A órbita do sistema, determinada por espectroscopia a partir das variações na velocidade radial da estrela primária conforme ela orbita o centro de massa do par, tem um período de 1918 dias (5,25 anos) e uma excentricidade de 0,33. A partir da inclinação de 81° determinada pela sonda Hipparcos, a terceira lei de Kepler permite calcular uma massa de aproximadamente 0,40 massas solares para a estrela secundária. Assim, estima-se que ela tenha um tipo espectral na faixa de M0 a M4 e seja cerca de 8 magnitudes visuais menos brilhante que a primária. A separação média entre as duas estrelas, ou semieixo maior, é de aproximadamente 3,5 UA.
A estrela HD 24293, uma anã amarela de tipo espectral G3V e magnitude aparente 7,85, está separada de β Reticuli A por 24,7 minutos de arco e já foi considerada uma possível companheira física com base em seu movimento próprio aparentemente similar, tendo recebido a designação β Reticuli B. No entanto, observações astrométricas modernas mostraram que na realidade as distâncias e movimentos pelo espaço das duas estrelas não são iguais, descartando assim a hipótese de associação física.
| Período                      | 1918,31 ± 0,73 dias  |
| Velocidade radial do sistema | +50,990 ± 0,020 km/s |
| Semiamplitude                | 5,1235 ± 0,0025 km/s |
| Excentricidade               | 0,33461 ± 0,00035    |
| Argumento do periastro       | 42,023 ± 0,084°      |
| Inclinação                   | 81 ± 3,0°            |
| Longitude do nó ascendente   | 16 ± 4,4°            |
| Semieixo maior               | 3,53 ± 0,16 UA       |
| Razão de massas              | 0,32 ± 0,02          |